# Estratopausa
Estratopausa é a camada de transição que está situada entre a estratosfera e mesosfera. 

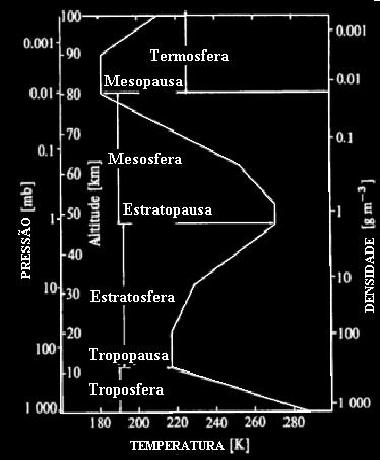
Este gráfico ilustra a distribuição das camadas da atmosfera segundo a Pressão, Temperatura Altitude e Densidade

A maior parte do ozônio da atmosfera situa-se em torno de 22 quilômetros acima da superfície do Planeta Terra, na região próxima à estratopausa, na parte superior da estratosfera.
A estratosfera tem como limite superior a estratopausa onde está o ponto de inflexão da temperatura, sua temperatura se mantém em torno de 0°C.
Os movimentos de ar nesta região são quase em sua totalidade horizontais, obedecendo aos ventos da estratosfera. 